# Oshituthi shomagongo

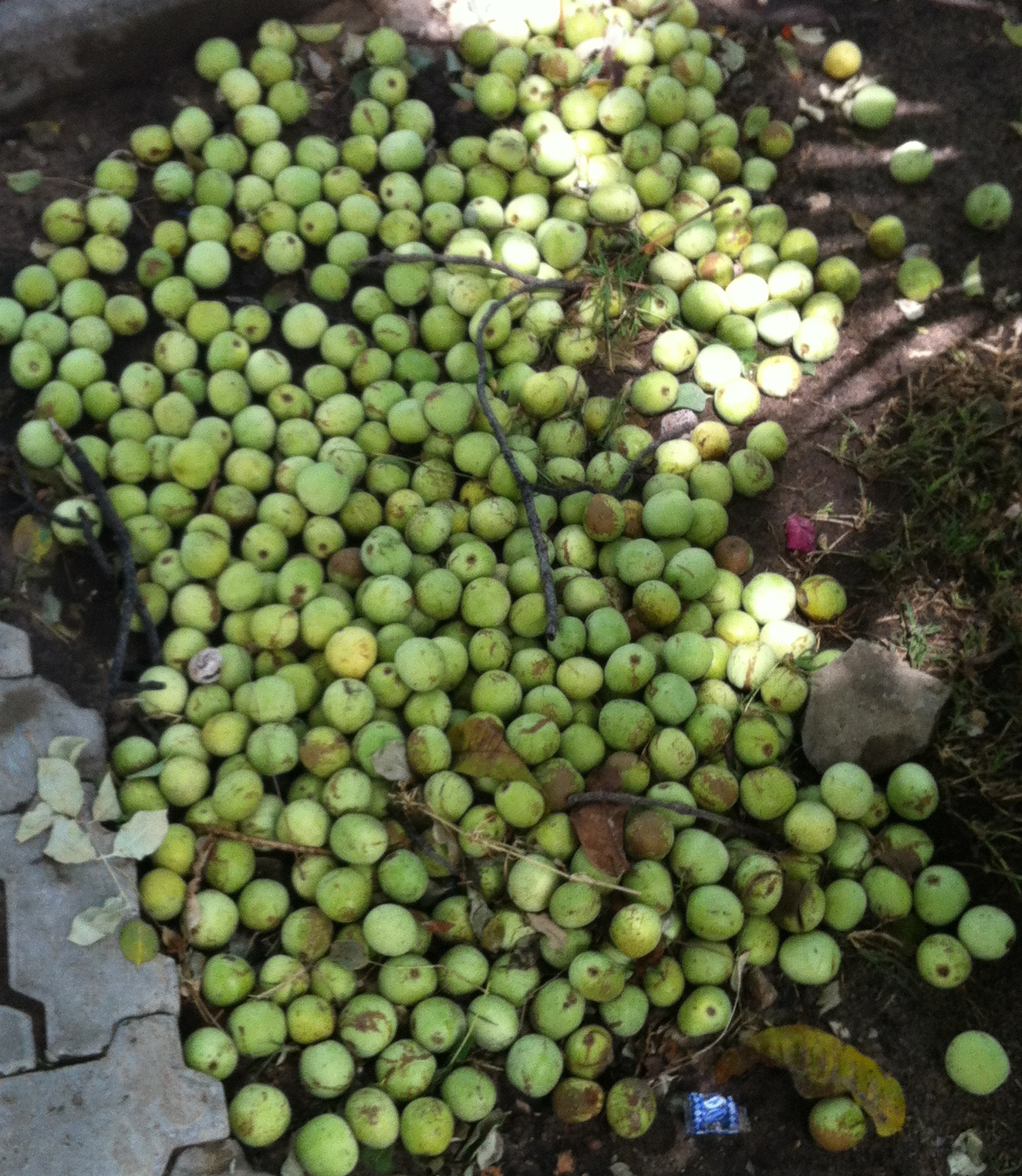
Les fruits du marula sont célébrés lors du oshituthi shomagongo

En Namibie, l' oshituthi shomagongo désigne un festival des fruits du marula. L'omagongo, boisson issu de ces fruits, est consommée par des communautés Ovambo qui sont rassemblées à cette occasion. Cette fête est inscrite, depuis 2015, sur la liste représentative du patrimoine culturel immatériel de l'humanité. 

## Tradition
L'oshituthi shomagongo se déroule à la fin du mois de mars ou au début du mois d'avril, il dure deux à trois jours. Les huit communautés Ovambo (dans le Nord de la Namibie) se réunissent pour consommer l'omagongo. Les hommes préparent la fête en fabriquant des outils en corne de bovin pour percer les fruits. Ils sculptent aussi des coupes en bois et de petites gourdes. Les femmes tissent des paniers et fabriquent des pots en argile. Femmes et enfants ramassent les fruits mûrs et extraient le jus. Ensuite, les femmes le font fermenter dans les pots d'argile, étape qui dure de deux à sept jours. Pendant la préparation, les femmes chantent des musiques traditionnelles, récitent des poèmes, parlent de leurs problèmes familiaux et transmettent leur savoir-faire en matière de vannerie et de poterie. Après la préparation, membres des communautés et invités se rejoignent et consomment la boisson et les mets traditionnels. Lors de ce rassemblement, invités et membres chantent et dansent, et les hommes racontent des histoires
. 

## Reconnaissance
D'après la description officielle de l'UNESCO, cette tradition est dotée d'une valeur éducative : les générations anciennes enseignent, de manière informelle, la préparation aux jeunes, qui apprennent par observation, essai et émulation. Qualifié de rassemblement social, le festival se déroule dans une atmosphère détendue. En 2015, le Comité intergouvernemental pour la sauvegarde du patrimoine culturel immatériel, réuni à Windhoek, ajoute à la liste représentative du patrimoine culturel immatériel de l'humanité vingt-trois éléments, dont ce festival. Il est inscrit sous l'intitulé « le oshituthi shomagongo, festival des fruits du marula ». 